# Palazzo del Corpo di Guardia (Rovigo)
Il Palazzo del Corpo di Guardia è una struttura architettonica risalente al XIX secolo situata a Rovigo. Posizionato nelle immediate vicinanze di piazza Vittorio Emanuele II, piazza che riunisce nei vari palazzi e strutture tutta la storia architettonica e culturale della città, è collocato all'angolo tra via Cavour (già via Finanza) e via Cesare Battisti, in pieno centro storico.

## Storia

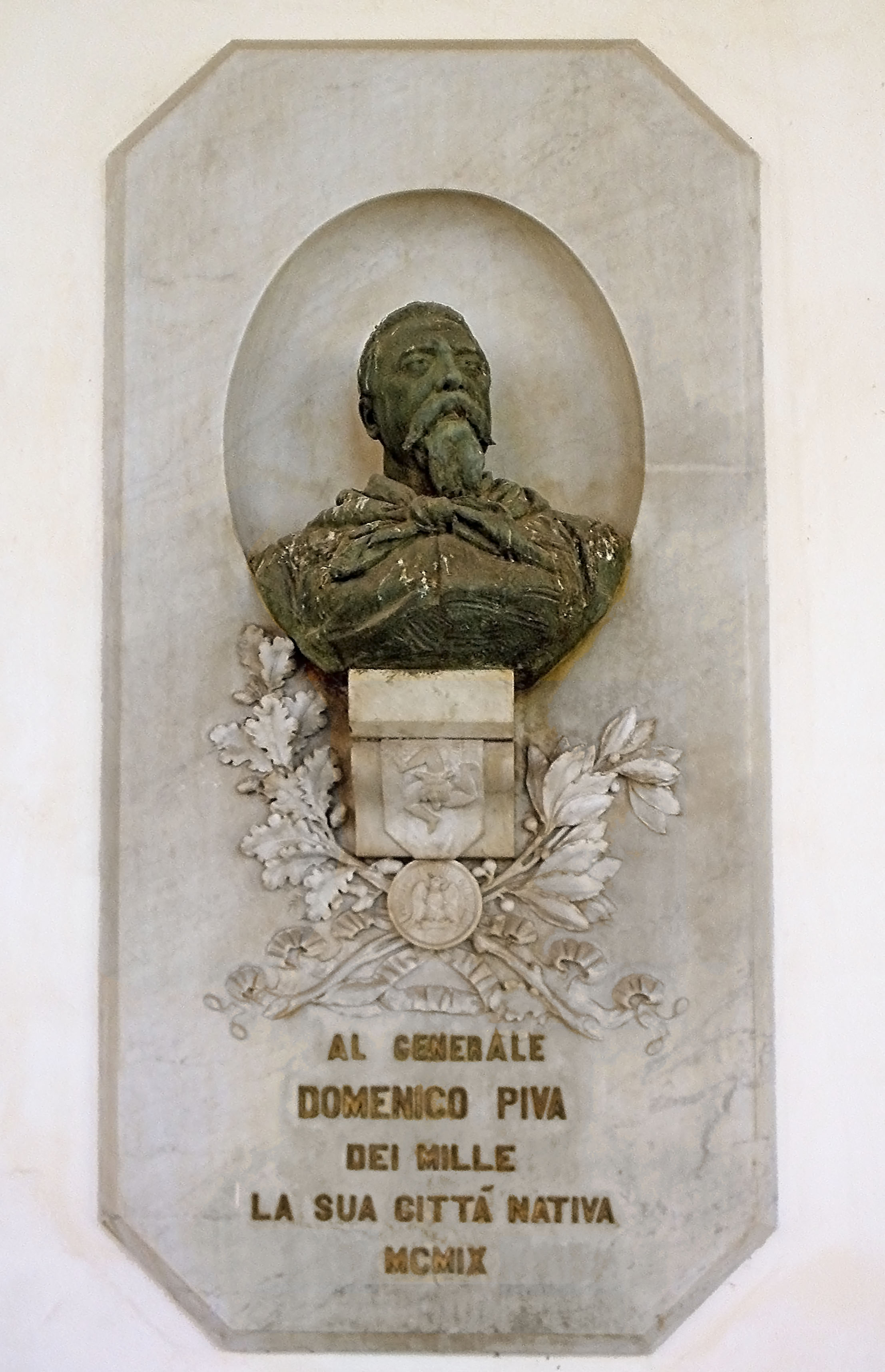
Monumento commemorativo dedicato al generale Domenico Piva situato all'interno della struttura.

I lavori per la costruzione della caserma del Corpo di Guardia vennero iniziati nel 1853, quando al città era ancora sotto il dominio dell'Impero austriaco, e terminati l'anno successivo, nel 1854. L'edificio era destinato ad accogliere l'insediamento locale dell'esercito austriaco.
Il progetto è opera del veneziano Giovanni Battista Meduna come ricorda una piccola lapide oggi infissa sopra la porta d'ingresso. La costruzione è decorata sulle sommità delle pilastrate da trofei militari e nel fregio si trova rappresentata la provincia del Polesine fiancheggiata dall'Adige e Po. Sopra l'attico è posta un'aquila imperiale contornata da emblemi militari e un peristilio che fungeva da corpo di vigilanza.
Nel 1880 la provincia che ne era proprietaria, cedette l'immobile in affitto al comune il quale, nel 1908, decise di acquistare e ristrutturare l'edificio. Nel 1909 il portico cominciò ad essere adibito a luogo di memorie patriottiche rodigine, con la collocazione ai monumenti dedicati a Domenico Angeli e Domenico Piva realizzati dallo scultore padovano Augusto Sanavio. Egli eseguì anche la lapide di cornice al busto dell'Angeli e nel 1912 vennero aggiunte le lapidi con i nomi dei carbonari e garibaldini polesani.
Dopo la prima guerra mondiale l'interno dell'edificio venne radicalmente ristrutturato. L'ingresso centrale venne murato, inoltre venne ricavata un'ampia sala pubblica nell'ala destra, detta sala della Gran Guardia. Successivamente, dove era collocata la porta centrale venne collocata una lapide riportante i nomi dei caduti delle due guerre mondiali.
Il 20 maggio 1917 venne inaugurato il monumento intitolato al patriota Cesare Battisti, opera del rodigino Virgilio Milani, posto a ricordo sulla parte esterna dell'ala destra dell'edificio.
Ancora oggi la Sala della Gran Guardia è utilizzata per numerosi convegni e mostre, in particolar modo durante il periodo fieristico dell'ottobre rodigino.